# Caesalpinia scortechinii
Caesalpinia scortechinii là một loài thực vật có hoa trong họ Đậu. Loài này được (F.Muell.) Hattink miêu tả khoa học đầu tiên.